# Jerevice
Jerevice su naseljeno mjesto u općini Kakanj, Federacija Bosne i Hercegovine, BiH.

## Stanovništvo

### 1991.
Nacionalni sastav stanovništva 1991. godine, bio je sljedeći:
ukupno: 272
- Muslimani - 265
- Srbi - 1
- Jugoslaveni - 6

### 2013.
Nacionalni sastav stanovništva 2013. godine, bio je sljedeći:
ukupno: 110
- Bošnjaci - 108
- ostali, neopredijeljeni i nepoznato - 2